# ACTR1B
ACTR1B‏ (ARP1 actin related protein 1 homolog B) هوَ بروتين يُشَفر بواسطة جين ACTR1B في الإنسان.